# Mauldre
De Mauldre is een rivier in Frankrijk, die ten westen van Parijs ligt. De plaats waar de Mauldre ontspringt heet Maison Blanche. De rivier stroomt daarna globaal naar het noorden en komt bij Épône in de Seine uit. De Mauldre stroomt door het departement Yvelines, in de regio Île-de-France.
De afstand van de bron van de Ruisseau du Lieutel, een zijrivier van de Mauldre, is op de plaats waar die in de Mauldre uitkomt, groter dan de afstand tot bron van de Mauldre zelf, 13,7 km tegen 10,7 km. Dat komt door de lussen die de Mauldre in het landschap maakt. De ru de Gally is een zijrivier van de Mauldre, die in de Tuinen van Versailles ontspringt.
De naam van de Mauldre en een van de plaatsen aan de rivier, Maule, hebben waarschijnlijk dezelfde origine, die tot de 6e eeuw teruggaat.
Er wonen al sinds lange tijd mensen in het stroomgebied van de Mauldre, al sinds het neolithicum. De inwoners van Montainville zouden omstreeks 1787 hebben geklaagd, dat de Mauldre overstroomde. Daar is toen iets tegen gedaan.